# Aplocheilichthys loati
Aplocheilichthys loati är en fiskart som först beskrevs av Boulenger, 1901.  Aplocheilichthys loati ingår i släktet Aplocheilichthys och familjen Poeciliidae. IUCN kategoriserar arten globalt som livskraftig. Inga underarter finns listade i Catalogue of Life.